# 马梅 (默尔特-摩泽尔省)
马梅（法語：Mamey，法語發音：[mamɛ]）是法国默尔特-摩泽尔省的一个市镇，属于图勒区。

## 地理
马梅（48°52'41"N, 5°57'32"E）面积7.56 平方千米，位于法国大東部大區默尔特-摩泽尔省，该省份为法国东北部内陆省份，是洛林的一部分，北邻比利时、卢森堡，北起顺时针与摩泽尔省、下莱茵省、孚日省和默兹省接壤。
与马梅接壤的市镇（或旧市镇、城区）包括：费昂艾、利梅雷默诺维尔、利龙维尔、马尔坦库尔、蒙托维尔。
马梅的时区为UTC+01:00、UTC+02:00（夏令时）。

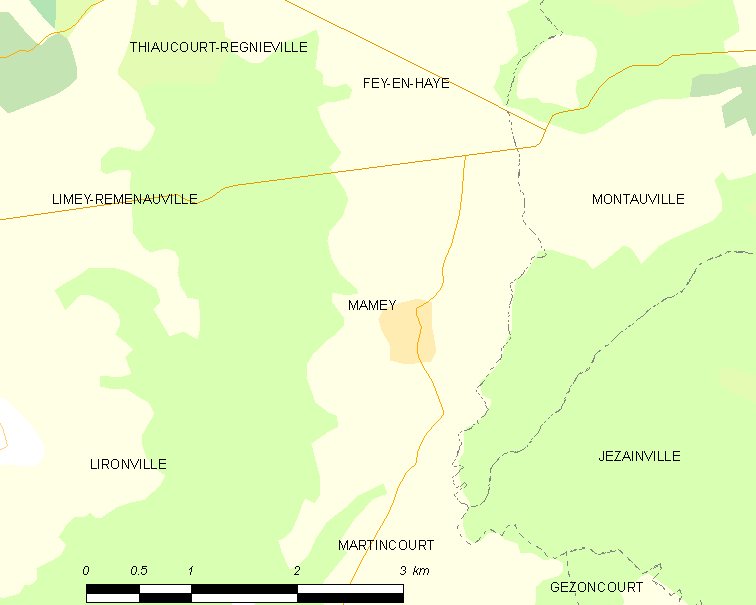
马梅的OSM定位图

## 行政
马梅的邮政编码为54470，INSEE市镇编码为54340。

## 政治
马梅所属的省级选区为北图卢瓦县。

## 人口

1962-2008年间马梅人口变化图示

马梅于2022年1月1日时的人口数量为335人。